# Gabriël Grupello
Gabriël Grupello (Geraardsbergen, 1644 - Kerkrade, 1730) was een Vlaamse beeldhouwer die vooral actief was in Brussel en Düsseldorf. Hij stond ook wel bekend als Gabriël de Grupello, Gabriël von Grupello, Gabriël Rupelli of Gabriël Reppeli. Zijn stijl vormt de overgang van de zware Vlaamse barok naar een meer elegante vormentaal, waarin zich vooral een Franse invloed manifesteert. Hij gaf blijk van een virtuoze materiaalbeheersing.

## Leven
Grupello werd geboren als zoon van een Vlaamse moeder en een Italiaanse vader, die als officier in dienst van de Spaanse Nederlanden was. In 1658 schreef hij zich in als leerling in de St.-Lucasschool te Antwerpen. In Antwerpen en Amsterdam bekwaamde hij zich in de beeldhouwkunst als leerling van Artus Quellinus. Onder diens vleugels werkte hij mogelijk aan het stadhuis op de Dam.
In zijn bewaard gebleven autobiografische schets vermeldde Grupello dat Rubens zijn grote voorbeeld was. Hij onderging echter ook de invloed van Gianlorenzo Bernini toen hij in 1668 naar Parijs trok, waar de invloed van de Italiaan alomtegenwoordig was.
Omstreeks 1670 vestigde hij zich te Brussel, waar hij lid werd van de gilde De vier gecroonden. Hij voerde er opdrachten uit voor de visverkopersgilde en de graaf van Thurn und Taxis.
Rond 1695 vestigde hij zich te Düsseldorf. Hij huwde 4 jaar later, op 29 augustus 1698, Anna Maria Dautzenberg. Uit dit huwelijk kwamen 4 kinderen:
- Aldegonda Jacobine de Grupello (die later trouwt met Petrus Caspar Poyck)
- Elisabeth Gerardine Marie-Louise de Grupello (12 mei 1701 - 12 mei 1779)
- Maria Anna Josefa de Grupello (19 maart 1713 - 1745)
- Josef Adam de Grupello (17 januari 1715 - februari 1758)

Grupello werd hofbeeldhouwer van koning Karel II van Spanje. Ook keizer Karel VI van het Heilige Roomse Rijk, keurvorst Johan Willem van de Palts van Düsseldorf, koning Lodewijk XIV van Frankrijk en stadhouder Willem III van Oranje-Nassau waren opdrachtgevers. Vanaf 1704 werd hij aangetroffen aan het Weense hof van Karel II en Karel VI. Hij maakte er bustes, standbeelden en reliëfs.
Acht jaar later, in 1725, trok hij in bij zijn dochter Aldegonda en schoonzoon Petrus Caspar Poyck in kasteel Erenstein in Kerkrade. In 1730 overleed hij en werd hij begraven in de nabijgelegen St. Lambertuskerk. De exacte ligging van het graf is niet bekend.

## Werk
Uit Grupello's Brusselse periode dateert een marmeren groep met Neptunus en Tethys met zeepaard en genius, in 1675 besteld door het gilde van de zeevisverkopers voor hun feestzaal.
Voor de tuin van het verblijf van de adellijke familie Thurn und Taxis maakte Grupello een Narcissus en Diana, die bij de aanleg van de nieuwe Koningswijk in Brussel in de late 18e eeuw naar het Warandepark verhuisden. Tijdens de gevechten van 1830 werden ze beschadigd en vervangen door kopieën: de huidige Diana (1875-1876) is van Égide Mélot en de huidige Narcis (1895-1899) van Albert Desenfans. Pierre Puyenbroeck reconstitueerde in 1831 de originelen, die werden overgebracht naar de Koninklijke Musea voor Schone Kunsten van België.
Nog in opdracht van Thurn und Taxis maakte hij de beelden Geloof en Verwachting (of: Hoop) voor hun grafkapel in de Onze-Lieve-Vrouw-ter-Zavelkerk. Enkel het tweede beeld is er bewaard.
In zijn Duitse periode vervaardigde Grupello het ruiterstandbeeld op de markt te Düsseldorf, dat keurvorst Johan Willem van de Palts voorstelt. De standbeelden op de Paradeplatz in Mannheim en in de kasteeltuin van Schwetzingen komen oorspronkelijk uit Düsseldorf: ze werden door de keurvorst meegenomen toen hij zijn zetel verplaatste.
Tussen 1725 en 1730 maakte Grupello het crucifix van die St.-Lambertuskerk in Kerkrade. Van dit crucifix is alleen het corpus van buksboomhout nog origineel. Van zijn hand zijn ook een lindenhouten beeld van Maria met kind en een beeld van Sint Willibrord in de St.-Willibrorduskerk in Merkstein (nu een deel van Herzogenrath), en een houten kruisbeeld in de kruisgang van de dom van Aken. Een ivoren kruis dat hij maakte voor de slaapkamer van zijn dochter, bevindt zich nu in de collectie van de Hermitage.
In de tuinen van Paleis het Loo staat een kopie van een fontein van Grupello.

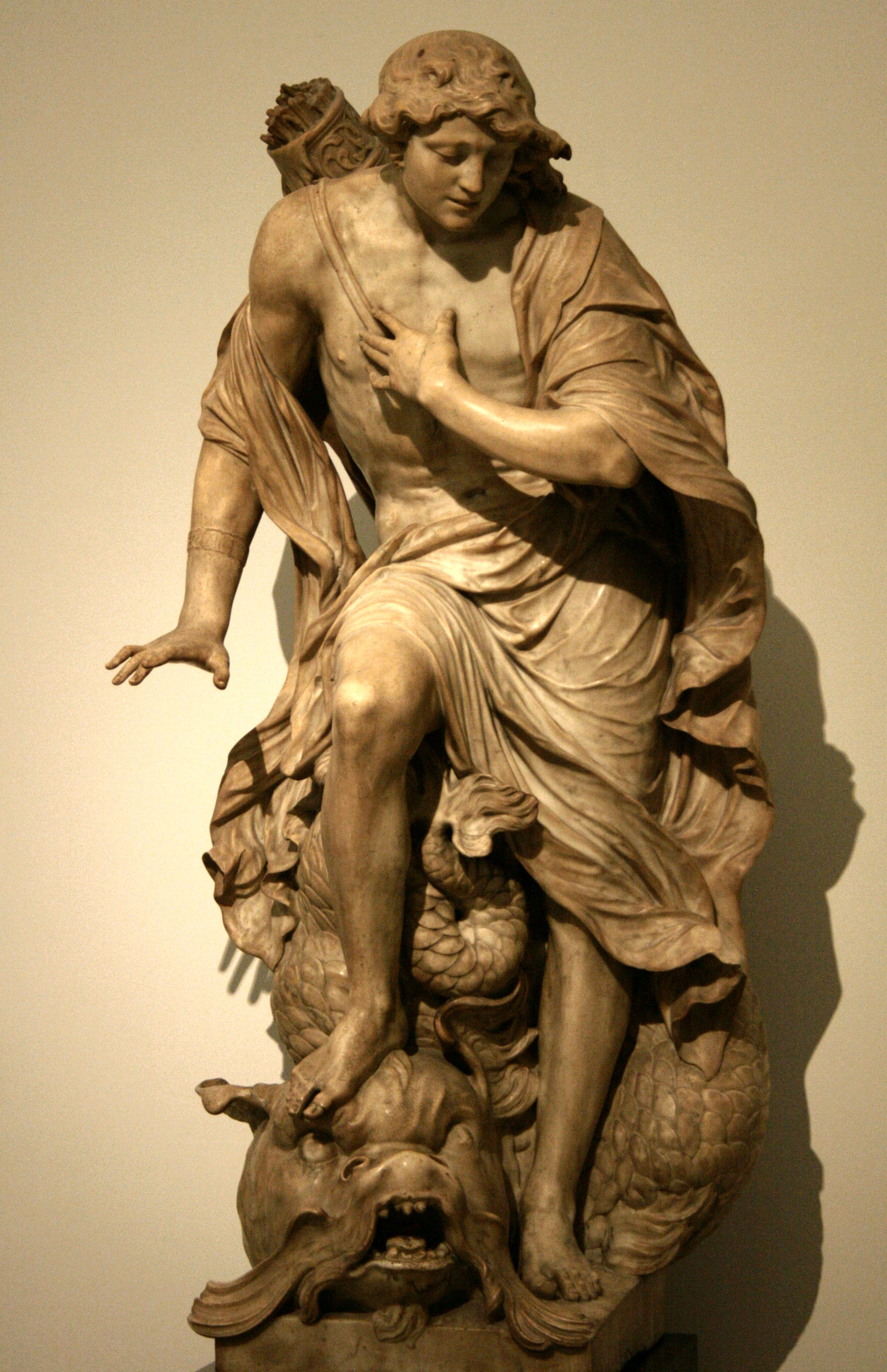
Narcis
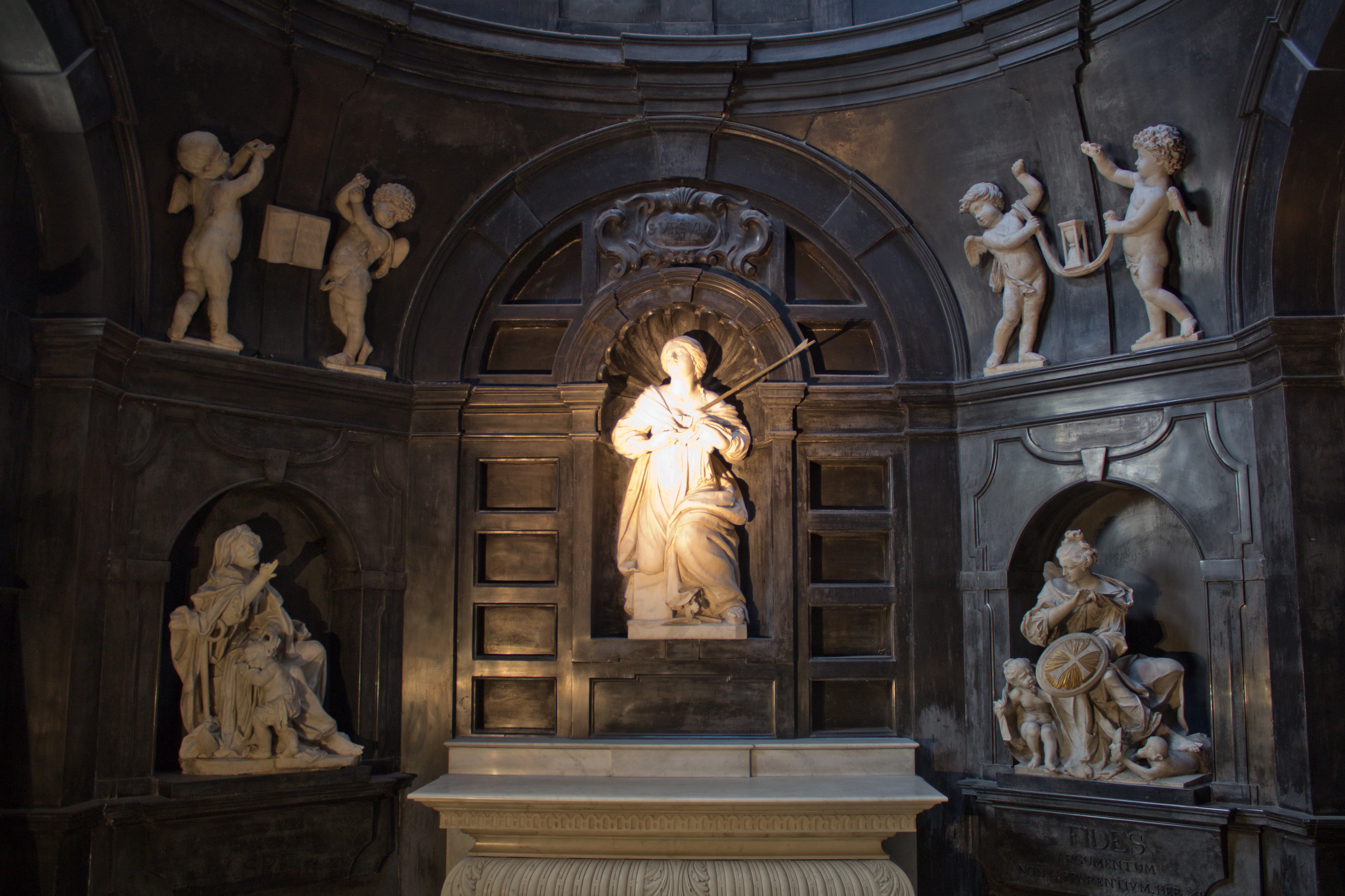
Grupello's Verwachting in de Zavelkerk, rechts van Duquesnoy's Heilige Ursula
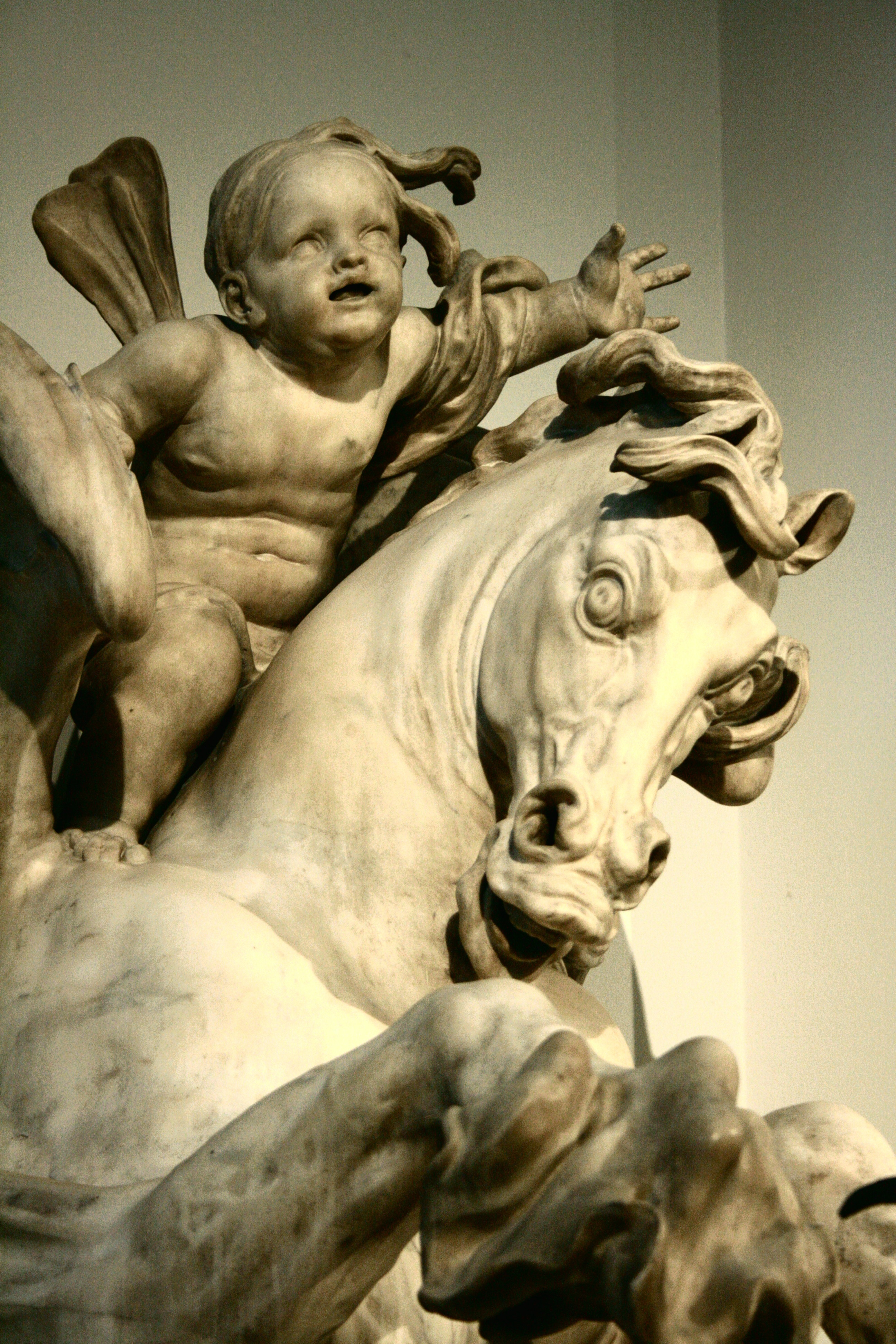
Muurfontein met zeegoden, detail
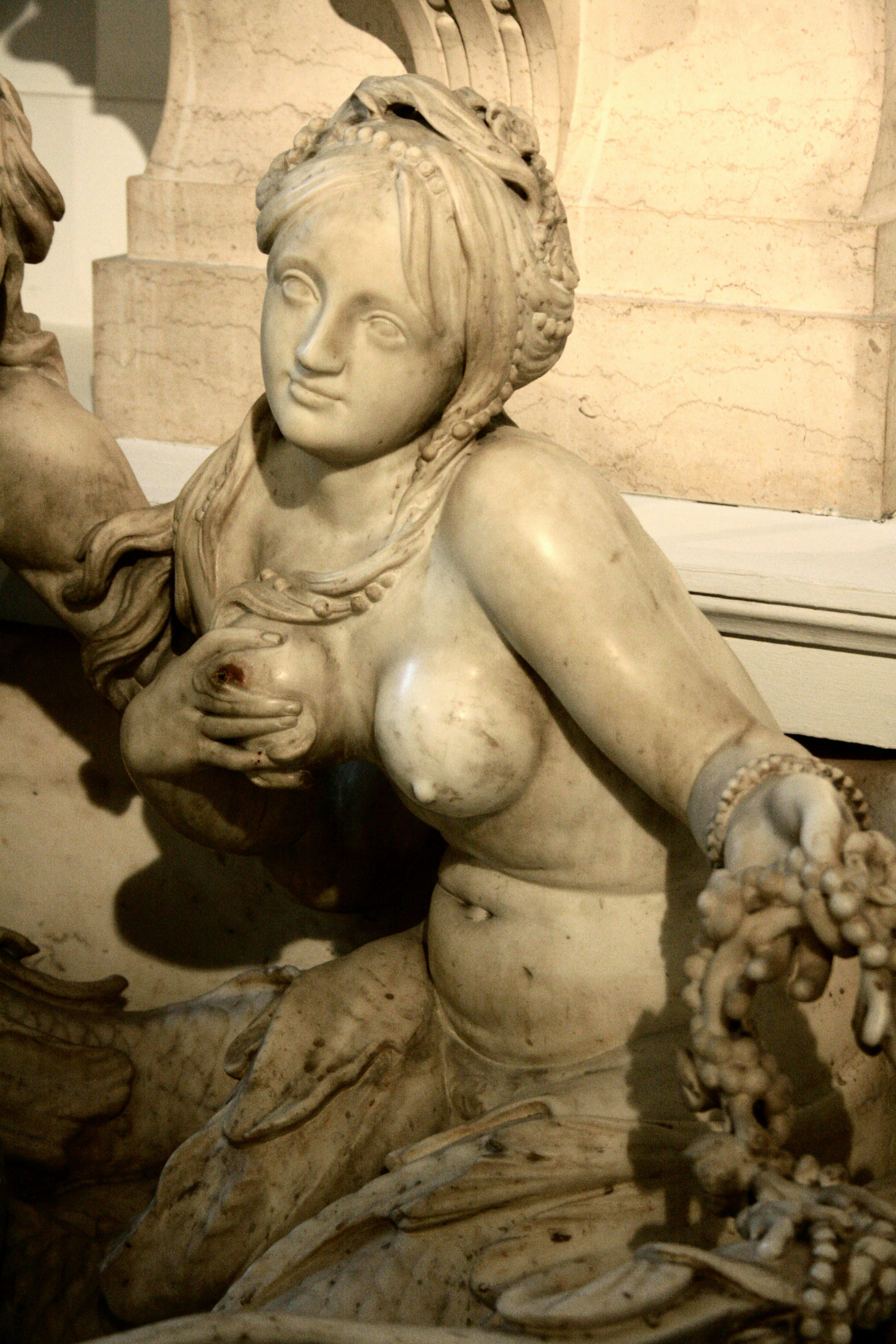
Muurfontein met zeegoden, Tethys
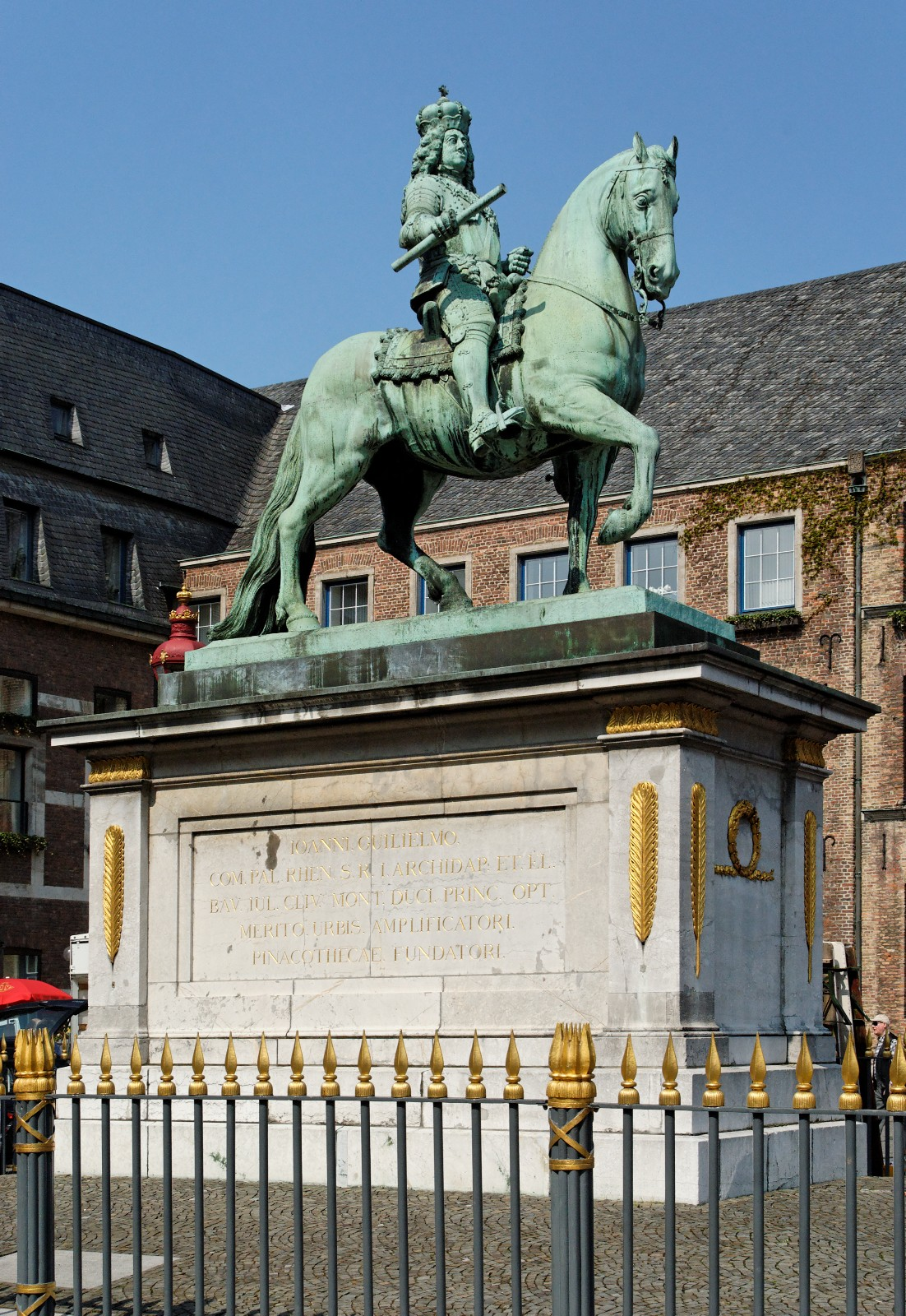
Ruiterstandbeeld in Düsseldorf
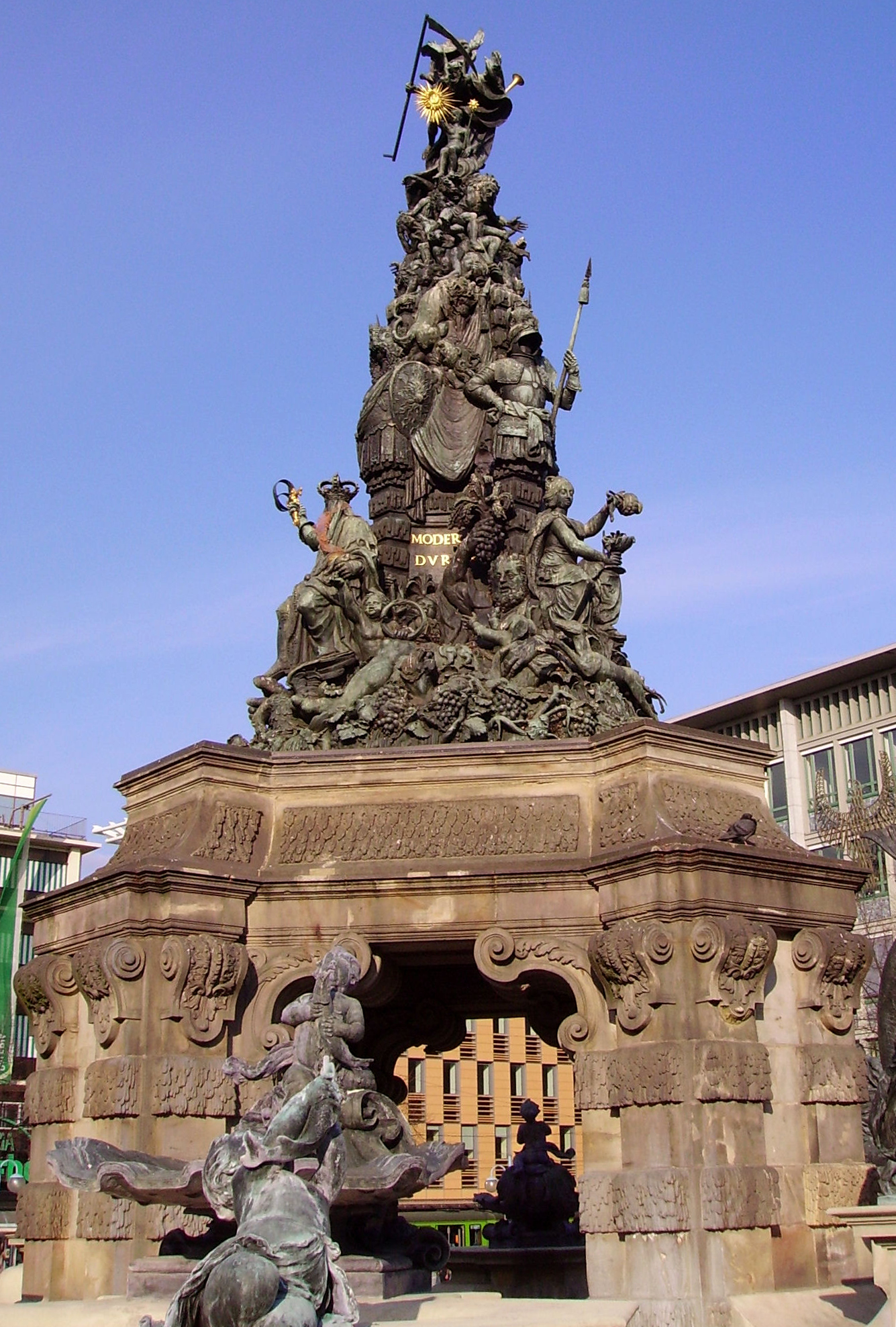
Grupellopiramide te Mannheim

## Vermist meesterwerk
Grupello leverde samen met Jan van Delen de verfijnde sculpturen voor het grafmonument van graaf Lamoraal van Thurn en Taxis in de Ursulakapel van de Onze-Lieve-Vrouw-ter-Zavelkerk. Een deel van zijn bijdrage, een beeldengroep die het Geloof voorstelt, werd rond 1795 door de Franse bezetter als oorlogsbuit meegenomen en bleek bij de algemene teruggave in 1815 verdwenen. Van Delens Barmhartigheid had hetzelfde lot ondergaan maar is na bijna twee eeuwen geïdentificeerd in de hal van een appartement in Parijs. Mogelijk zal deze vondst toelaten om ook het Geloof te recupereren.

## Nagedachtenis
De Grupellostraat in Kerkrade is naar hem vernoemd. Op zijn geboortehuis in de Penitentenstraat in Geraardsbergen hangt een gedenkplaat. Ook het stadspark van Geraardsbergen is naar hem genoemd: het Grupellopark. Op het Stationsplein vindt men er ook hotel-brasserie Grupello.

## Verder lezen
- (de)  Udo Kultermann (1968), Gabriel Grupello
- (nl)  C. J. A. Genders (1964), "Gabriël Grupello", in: Nationaal Biografisch Woordenboek (Brussel: Paleis der Akademiën), Volume 6, blz. 392–404
- (nl)  F. De Vleeschouwer (1976), "Een vermaarde Geraardsbergse kunstenaar. Gabriel de Grupello", Het Land van Aalst, 1976, nr. 28, blz. 49-60

- Biblioteca Nacional de España: XX4825274
- Bibliothèque nationale de France: cb131949242 (data)
- Biografisch Portaal: 27421637
- Digitale Bibliotheek voor de Nederlandse Letteren: grup002
- Gemeinsame Normdatei: 118698613
- International Standard Name Identifier: 0000 0000 6675 8819
- Library of Congress Control Number: nr98029737
- Nederlandse Thesaurus van Auteursnamen: 070526974
- RKD-Nederlands Instituut voor Kunstgeschiedenis: 34346
- SNAC: w61c6h29
- Système universitaire de documentation: 08676084X
- Union List of Artist Names: 500023719
- Virtual International Authority File: 25396879
- WorldCat: E39PBJxMqWKPm6mj3MFDghqqQq